# 1484

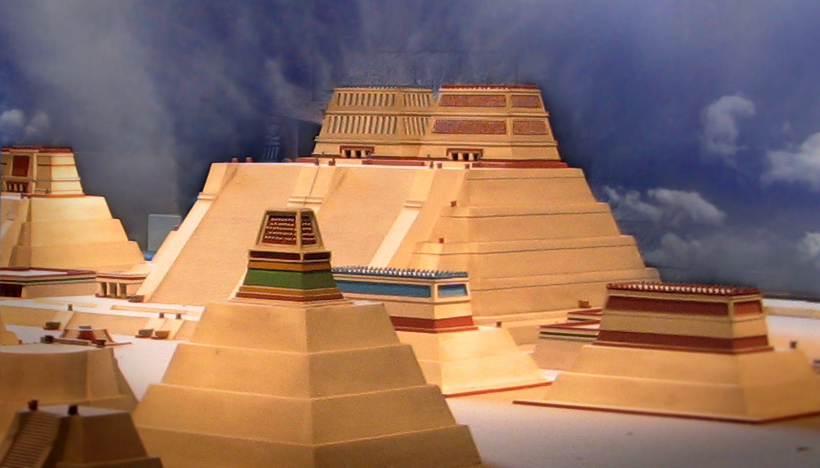
Model van de Templo Mayor in Technotitlan

Het jaar 1484 is het 84e jaar in de 15e eeuw volgens de christelijke jaartelling.

## Gebeurtenissen
mei
- 14 - Koning Karel VIII van Frankrijk te Reims gekroond.

juli
- 14 - Koningin Catharina van Navarra trouwt met Johan van Albret.

augustus
- 25 tot 29 - Conclaaf van 1484: Giovanni Battista Cibo wordt tot paus gekozen als opvolger van de overleden Sixtus IV en neemt de naam Innocentius VIII aan.

september
- 11 - Wernard de Traux betaalt verheffingsrecht voor de heerlijkheid Ozo.

december
- 5 - Paus Innocentius VIII vaardigt de bul Summis desiderantes affectibus uit, waarin hij oproept tot strenge maatregelen tegen magiërs en heksen. Dit brengt de Europese heksenvervolging in een stroomversnelling.

zonder datum
- Duizenden mensen worden geofferd bij de inhuldiging van de Templo Mayor in Tenochtitlan.
- In een zware storm vergaat een groot deel van de handelsvloot van Zierikzee.
- Catharina van Zweden wordt heilig verklaard.
- In Gebel Adda wordt voor het laatst een document geschreven dat aantoont dat het christelijke koninkrijk Dotawo nog bestaat.

## Beeldende kunst

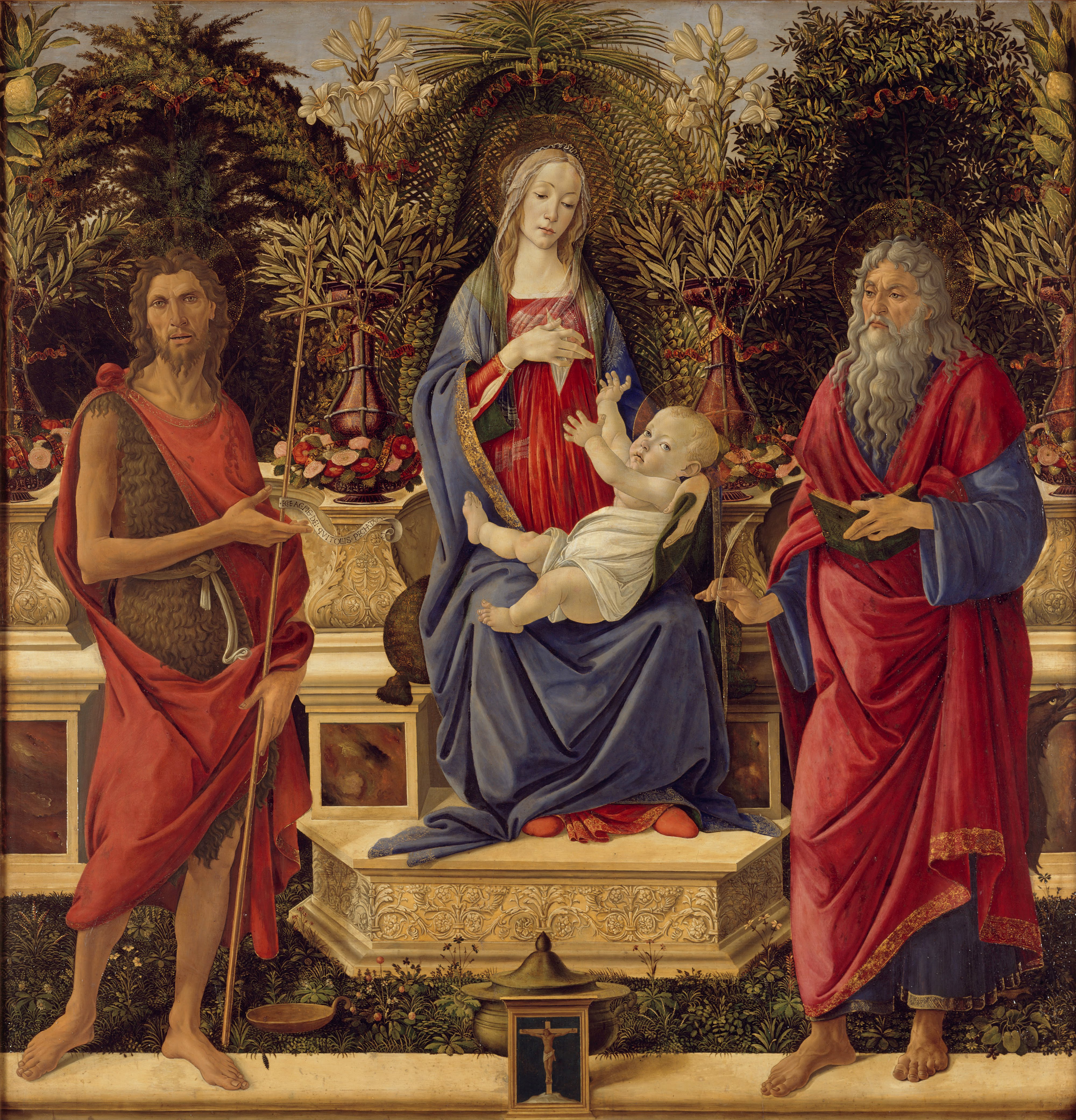
Sandro Botticelli: Madonna Bardi
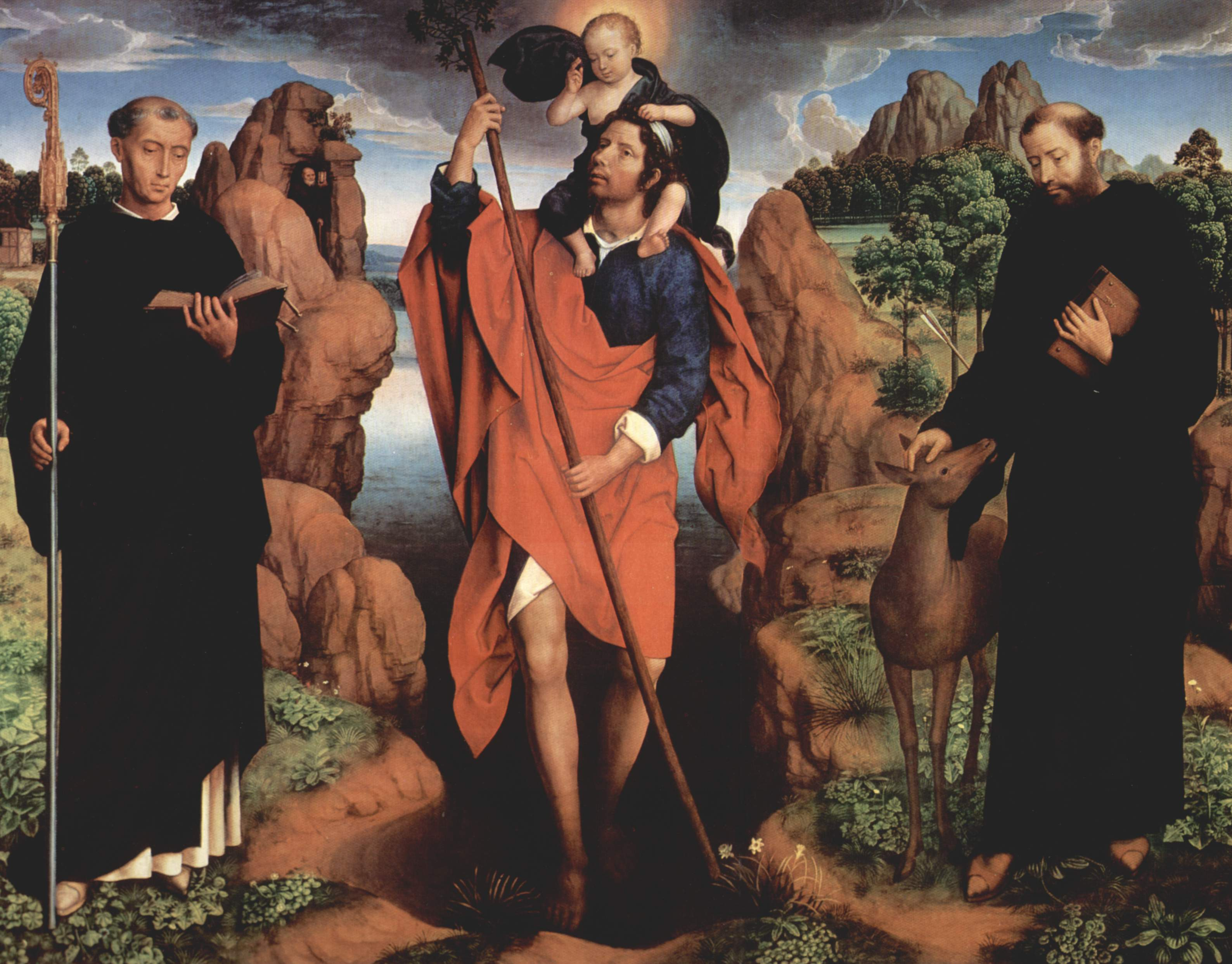
Hans Memling: Moreeltriptiek
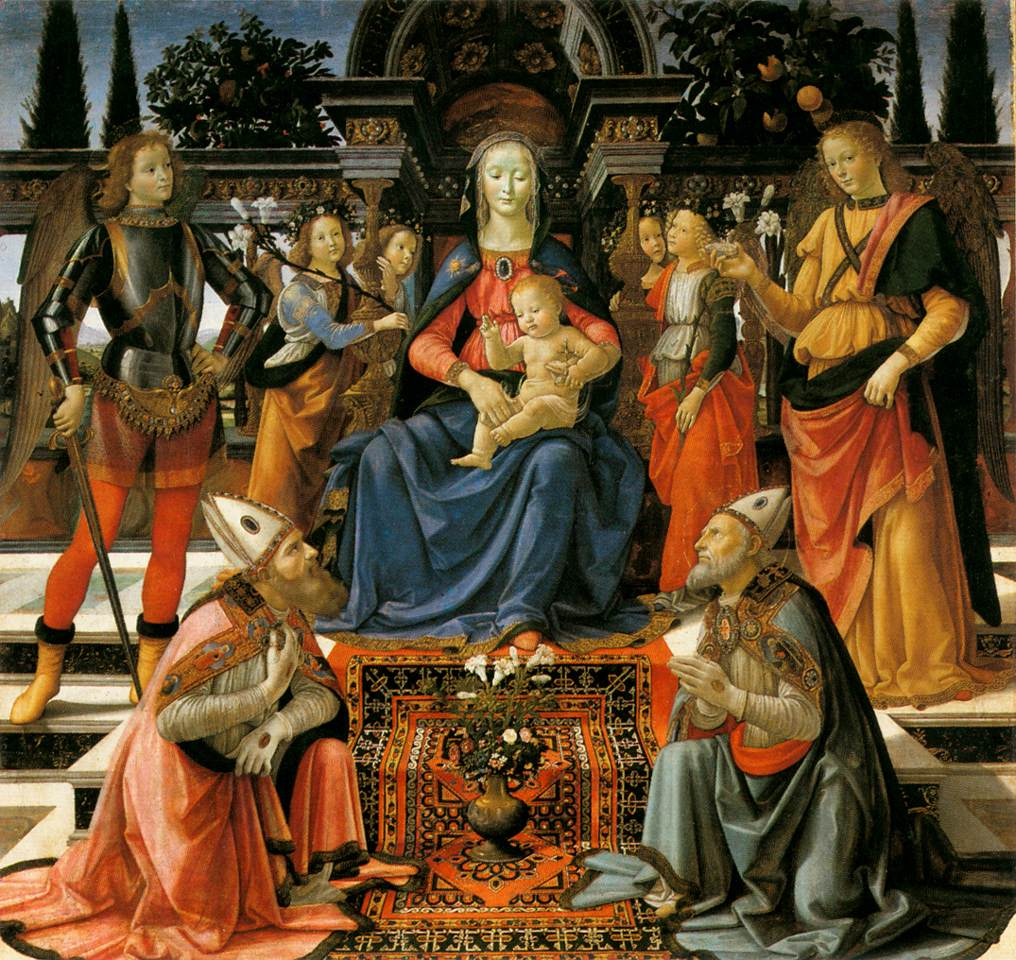
Domenico Ghirlandaio: Madonna en kind getroond met heiligen
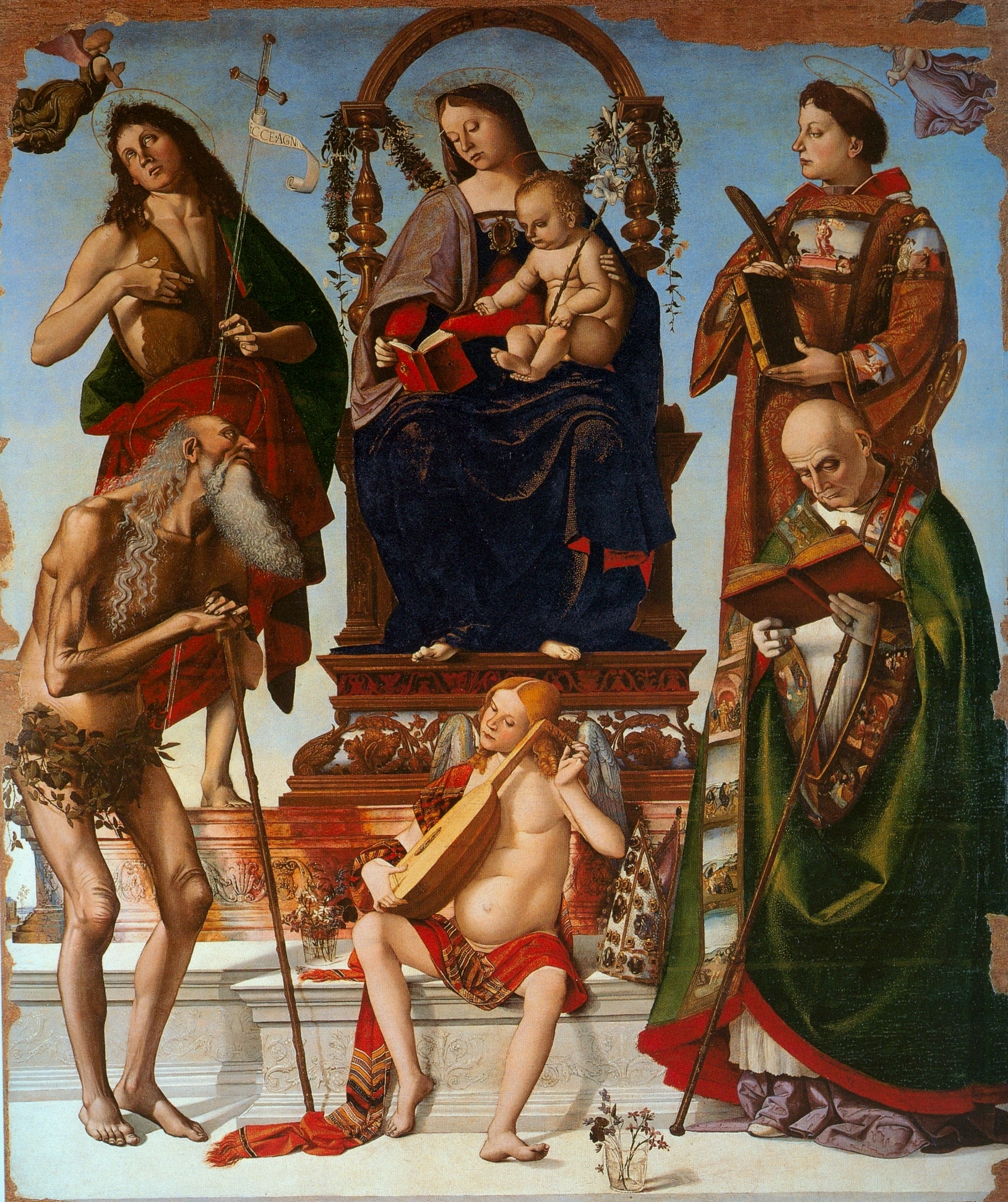
Luca Signorelli: Pala di Sant'Onofrio altaarstuk
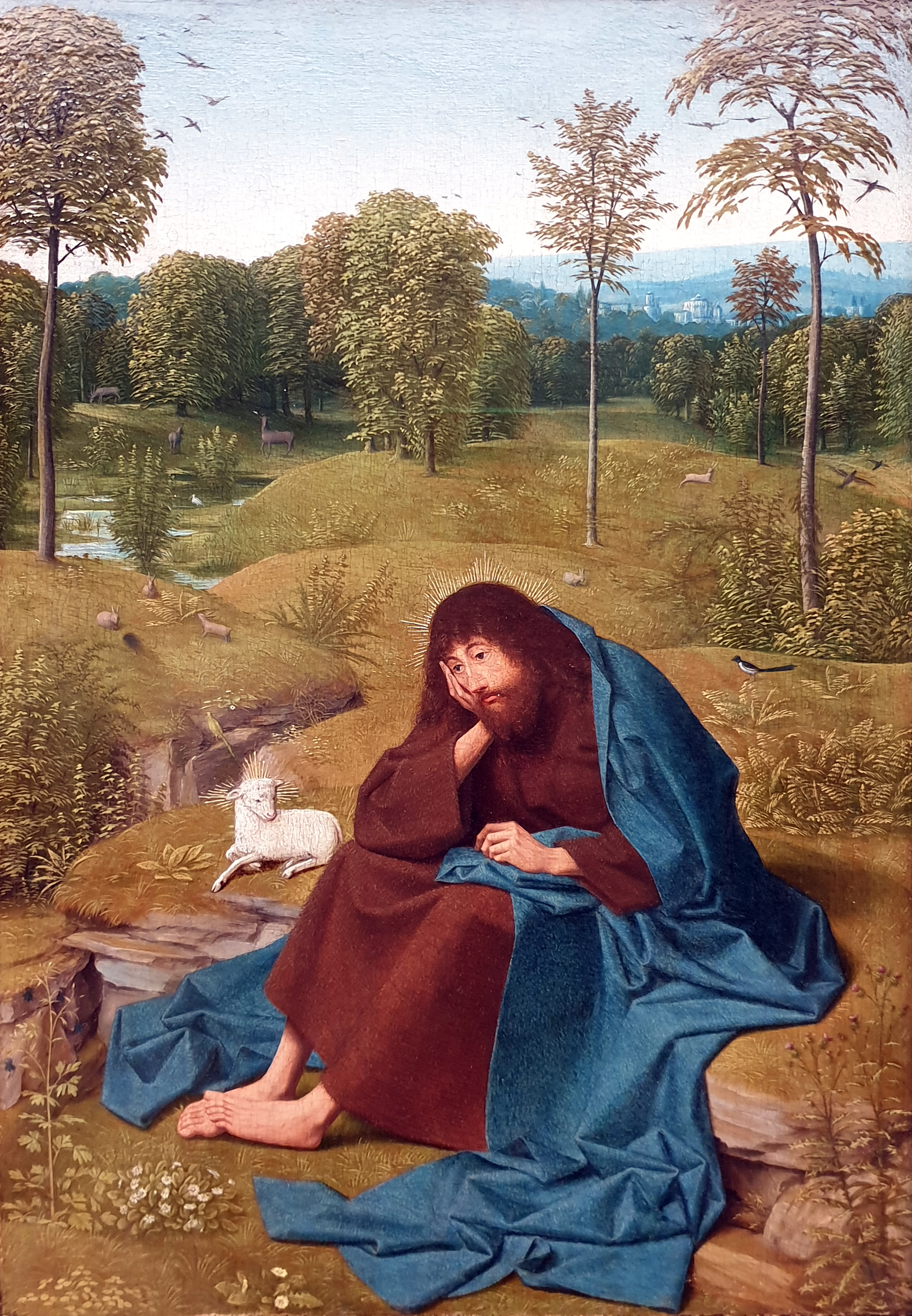
Geertgen tot Sint Jans: Johannes de Doper

## Opvolging
- Dominicanen (magister-generaal) - Bartolomeo Comazzi als opvolger van Salvo Cassetta
- Mantua - Federico I Gonzaga opgevolgd door zijn zoon Francesco II Gonzaga
- paus - Sixtus IV opgevolgd door Giovanni Battista Cibo als Innocentius VIII

## Afbeeldingen

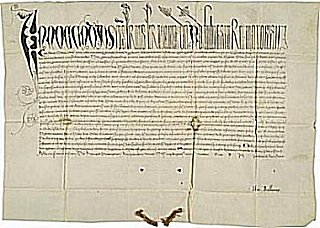
De bul Summis desiderantes affectibus
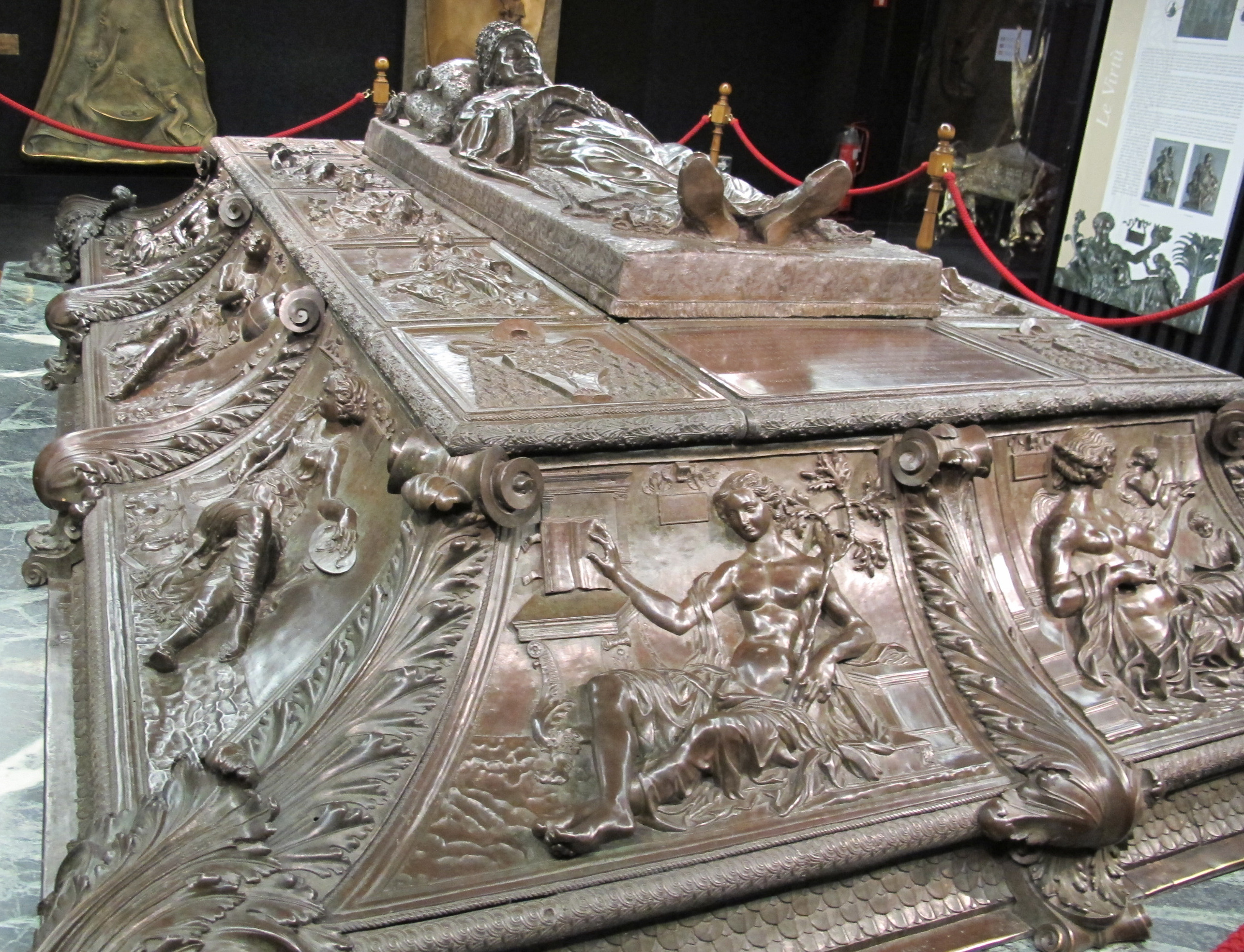
graftombe van Sixtus IV

## Geboren
- 1 januari - Huldrych Zwingli, Zwitsers kerkhervormer
- 21 februari - Joachim I Nestor, keurvorst van Brandenburg (1499-1535)
- 4 maart - George van Brandenburg-Ansbach, Duits edelman
- 12 april - Rana Sanga, koning van Mewar (1509-1527)
- 24 augustus - Bartolomé de las Casas, Spaans geestelijke
- 13 december - Paul Speratus, Duits kerkhervormer
- Ambrosius Catharius, Italiaans geestelijke
- Klemen Andersen, Deens kaper en opstandelingenleider
- Jón Arason, bisschop van IJsland
- Jaume Caçador, Spaans staatsman
- Anna van Foix-Candale, echtgenote van Wladislaus II van Hongarije
- Franciabigio, Florentijns schilder
- Nicolas Perrenot de Granvelle, Bourgondisch staatsman
- Cristoforo del Monte, Italiaans kardinaal
- Il Pordenone, Venetiaans schilder
- Bartolomeo Ramenghi, Italiaans schilder
- Michele Sanmicheli, Italiaans architect
- Francesco da Sangallo, Florentijns beeldhouwer
- Hans Baldung, Duits schilder (jaartal bij benadering)
- Charles Brandon, Engels edelman (jaartal bij benadering)
- Pedro Mascarenhas, Portugees ontdekkingsreiziger (jaartal bij benadering)
- Pierre Moulu, Frans componist (jaartal bij benadering)

## Overleden
- 11 februari - George van Baden (~50), Duits edelman
- 4 maart - Casimir de Heilige (25), Pools prins
- 9 maart - Nicolaas van Avelus, Frans edelman
- 9 april - Eduard van Middleham (10), Engels prins
- 1 mei - Adalbert van Saksen (16), Duits staatsman
- 21 mei - Olivier le Daim (~49), Zuid-Nederlands edelman
- 14 juli - Federico I Gonzaga (43), markgraaf van Mantua (1478-1484)
- 12 augustus - Sixtus IV (70), paus (1471-1484)
- 19 november - Günther XXXVIII van Schwarzburg (~34), Duits edelman
- december - Przemysław van Tost, Silezisch edelman
- Helena Brosse, Frans edelvrouw
- Mino da Fiesole (~55), Italiaans beeldhouwer
- Juana Pimentel (~69), Spaans edelvrouw
- Luigi Pulci (~51), Italiaans dichter
- Jan Brito, Vlaams drukker (jaartal bij benadering)